# Brückenturm

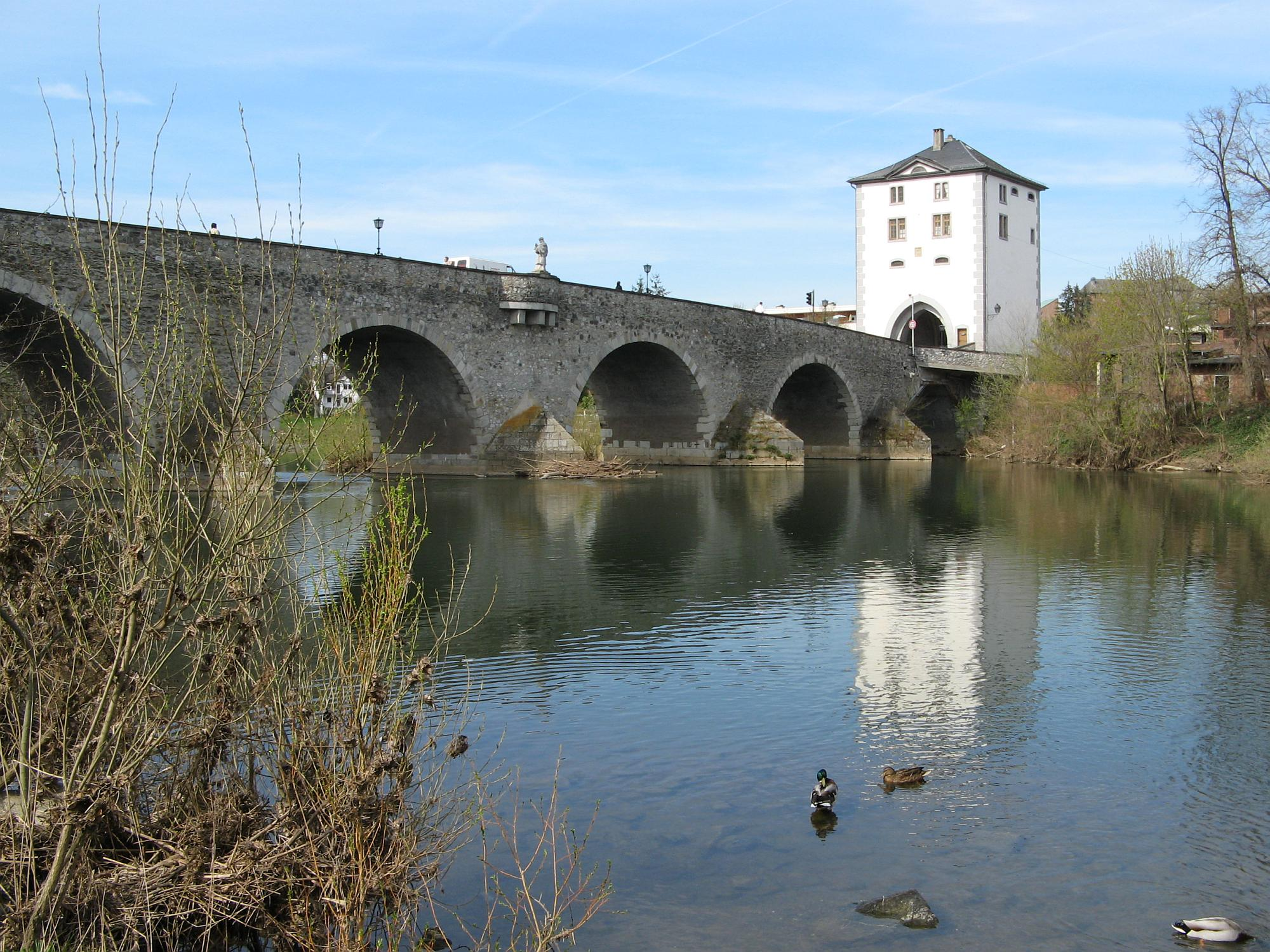
Alte Lahnbrücke in Limburg an der Lahn mit erhaltenem Brückenturm (14. Jh.)

Ein Brückenturm war vom Mittelalter bis zur Frühen Neuzeit ein vielerorts anzutreffender Turm auf einer Brücke. Diese Türme waren oft Teil einer Stadtbefestigung oder Burganlage. Meist stand nur auf einer Seite oder aber in der Mitte der Brücke ein Turm. Die Begriffe „Brückenturm“ und „Brückentor“ werden zuweilen synonym verwendet.
Gelegentlich werden auch moderne Pylone von Hänge- oder Schrägseilbrücken als Brückentürme bezeichnet.

## Funktion der Brückentürme

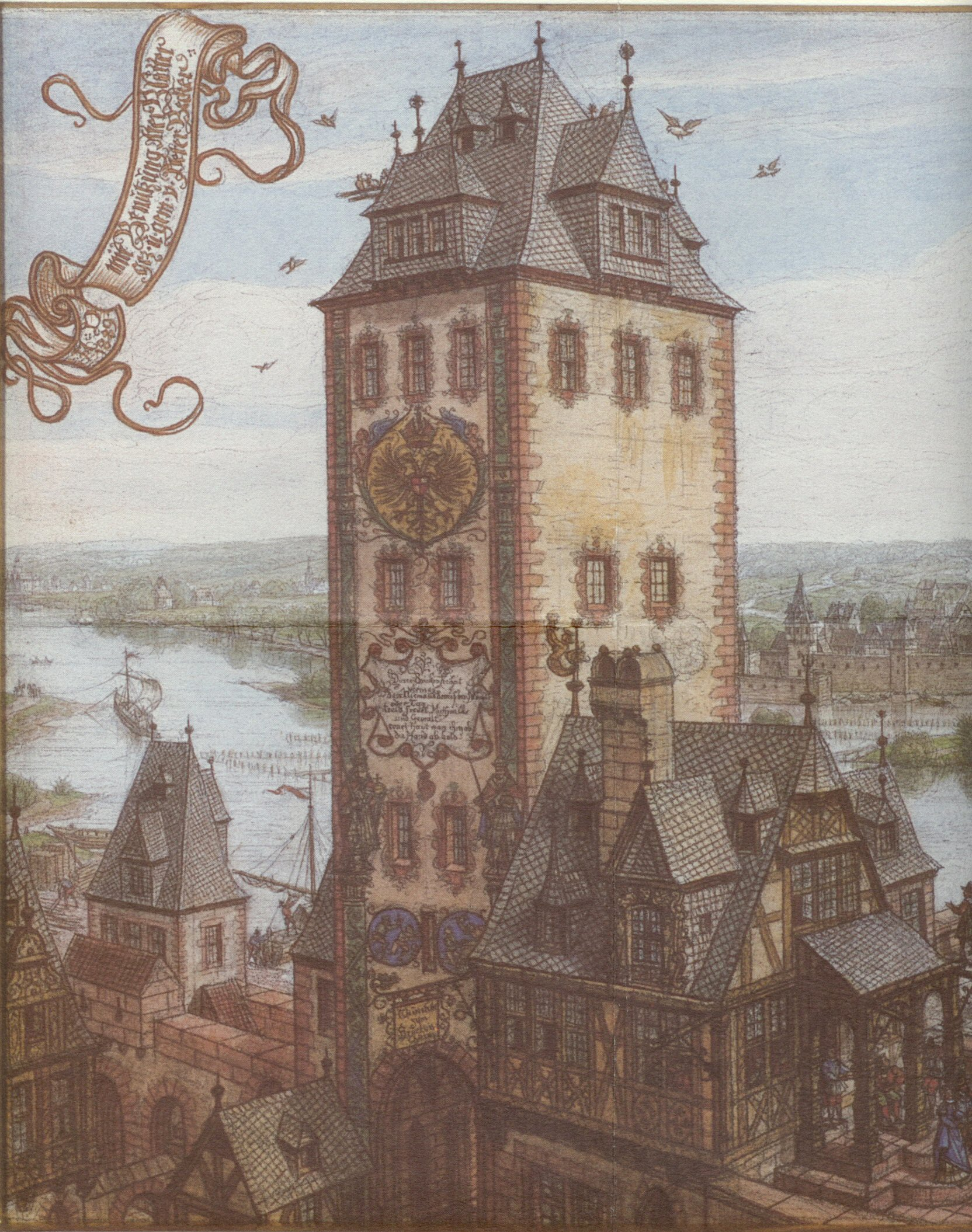
Brückenturm der Alten Brücke in Frankfurt am Main um 1600

Diese Türme dienten in der Antike, im Mittelalter und in der frühen Neuzeit dazu, den Zugang zur Brücke zu schützen und die Zollerhebung zu ermöglichen. Bei Brücken überquerten wichtige Straßen die Flüsse, meist im Bereich von Städten. Die Flüsse waren Bestandteil der Befestigung dieser Städte. Daher war es für die Stadtverteidigung wichtig, die Brücken angreifenden Feinden nicht zu überlassen. Die Brücken dienten als Bollwerk und verfügten in wenigen Fällen über eine kleinere Zugbrücke. Neben der reinen Schutz- und Wehrfunktion spielten auch Repräsentationsbedürfnisse und künstlerische Aspekte eine Rolle beim Bau der Brückentürme. Oft waren diese Türme die ersten hoheitlichen Gebäude, die der Reisende von einer Stadt sah.
Durch die Brückenzölle sollten die meist hohen Bau- und Instandhaltungskosten gedeckt werden. Die Tore der Brückentürme wurden nachts geschlossen, so dass in dieser Zeit niemand die Brücke überqueren konnte. Im 19. Jahrhundert wurden neoromanische Brückentürme errichtet. Diese Türme dienten vor allem der architektonischen Ausschmückung, aber auch der militärischen Absicherung.
Nachdem bis zum Beginn des 20. Jahrhunderts die Brückenzölle endgültig abgeschafft wurden, verloren die Türme ihre Funktion. Mit zunehmendem Verkehrsaufkommen wurden die Brückentürme zu einem Verkehrshindernis. Daher kam es oft zum Abbruch der Türme. Heute dienen die wenigen erhaltenen Brückentürme als Wahrzeichen der jeweiligen Stadt und sind Anziehungspunkt für Touristen.

## Städte mit erhaltenen Brückentürmen

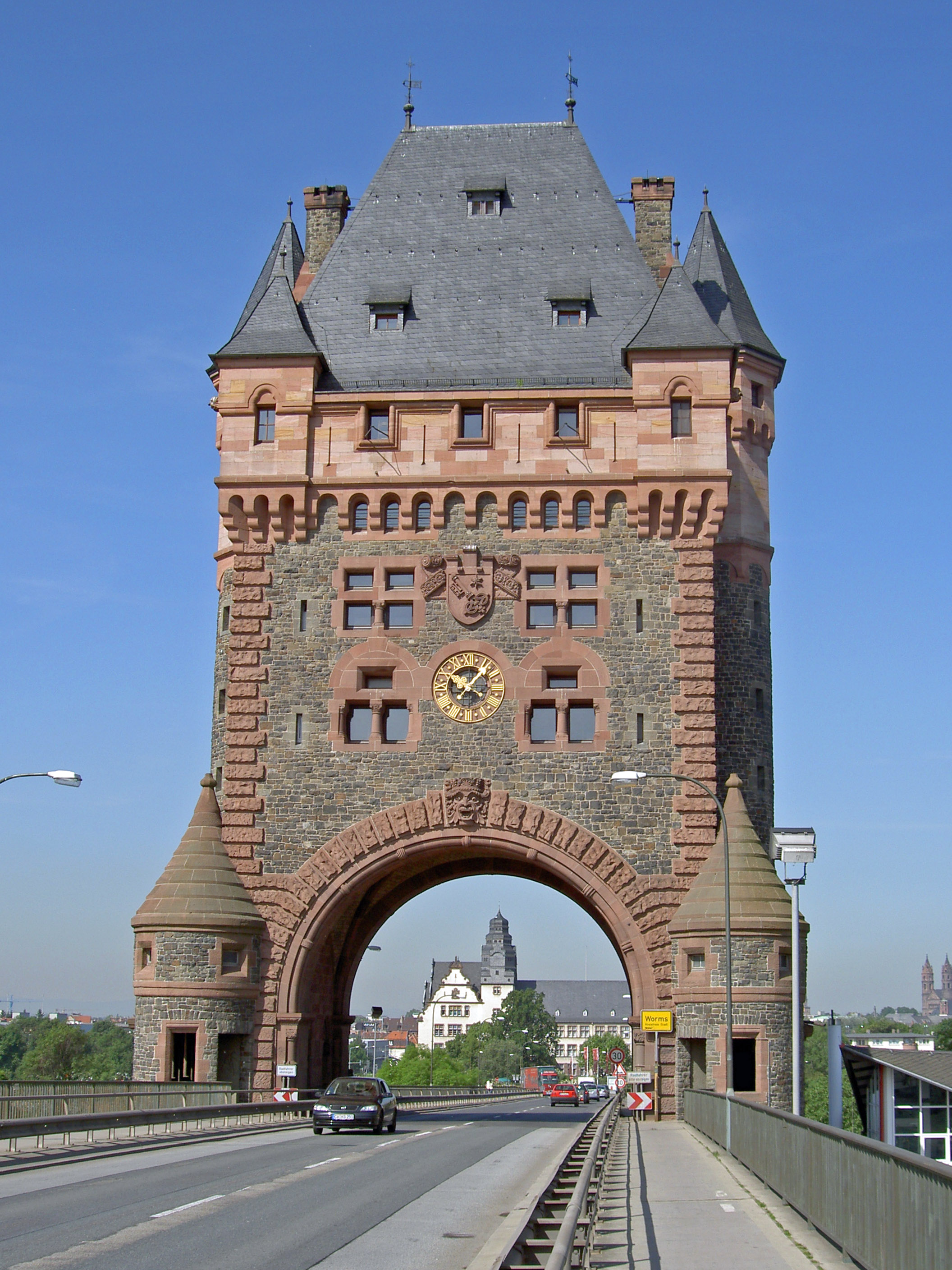
Nibelungenbrücke Worms

### Deutschland
- Brückturm der Steinernen Brücke in Regensburg (erbaut vor dem 13. Jahrhundert)
- Mittelalterlicher Turm der Alten Lahnbrücke in Limburg an der Lahn (erbaut 1315–1354)
- Brückentor in Heidelberg (15. Jahrhundert, Umbau 1786–88)
- Türme der Südbrücke in Mainz (erbaut 1860–1862)
- Neoromanischer Nibelungenturm der Nibelungenbrücke in Worms (erbaut 1897–1900)
- Brückentor in Traben-Trarbach (erbaut 1899)
- Portal der Alten Harburger Elbbrücke (erbaut 1899)
- Brückentor in Miltenberg (erbaut 1900)
- Turm der Friedrich-Ebert-Brücke in Duisburg (erbaut 1904–1907)

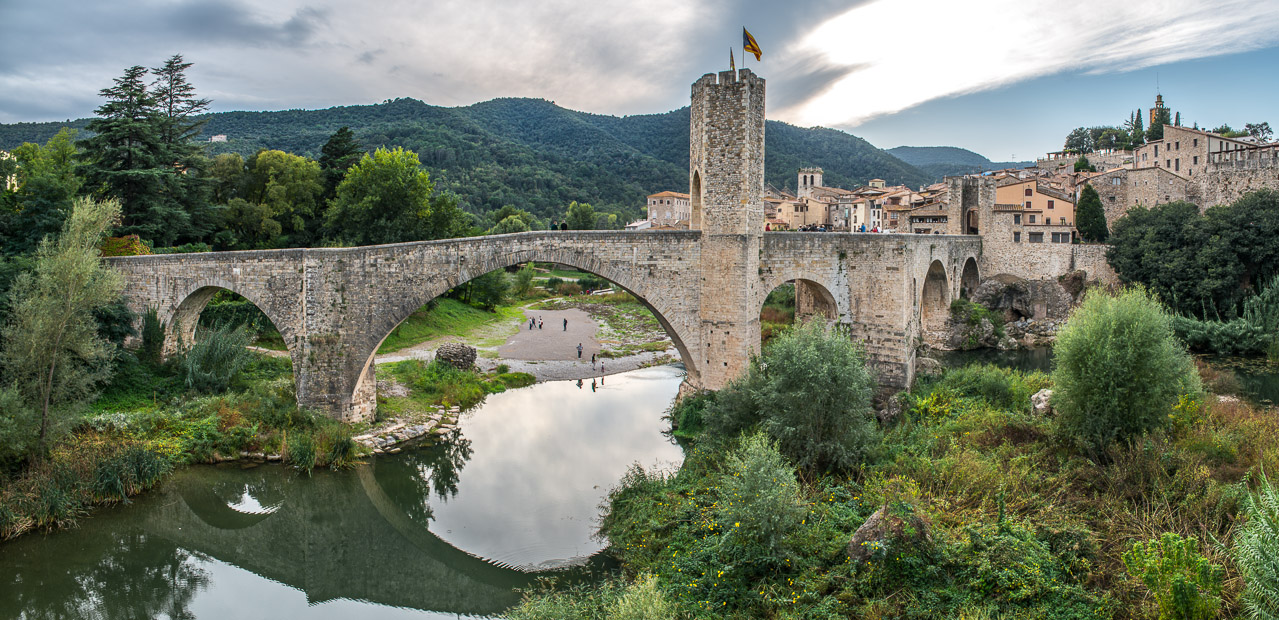
Brücke von Besalú, Katalonien

### Sonstiges Europa
- Milvische Brücke und Torre dei da Ponte in Rom, Italien
- Brücke von Besalú, Katalonien, Spanien (14. Jh.)
- Pont Valentré, Cahors, Frankreich (14. Jh.)
- Brücke von Orthez, Béarn, Frankreich (14. Jh.)
- Brücke von Frías, Kastilien, Spanien (14. Jh.)
- Altstädter und Kleinseiter Brückenturm auf der Karlsbrücke in Prag, Tschechien (erbaut ab 1357)
- Brückenturm in Stříbro (Mies), Tschechien (erbaut 1555)
- Le Pont-de-Montvert, Département Lozère, Frankreich (17. Jh.)
- Tower Bridge in London, England (erbaut 1894)

## Brücken mit Memorialbögen
Mehrere antike und mittelalterliche Brücken hatten – manchmal auch mittig platzierte – Memorialbögen zu Ehren des jeweiligen Herrschers.
- Brücke von Alcántara, Extremadura, Spanien
- Triumphtor an der Brücke Friedrichs II. in Capua (zerstört)